# Vajda Anna
Vajda Anna (Budapest, 1984. szeptember 3. –) korábbi magyar válogatott kosárlabda-játékos.

## Pályafutása
Kosárlabda-pályafutását a BSE csapatában kezdte. 12 éves kora óta minden korosztályos válogatott tagja, 2004-ben a csapat vezéreként (meccsenként 16 ponttal, 10 lepattanóval) az U20-as Európa-bajnokság 4. helyén végzett. 2003 óta a felnőtt válogatott tagja, szerepelt a 2003-as női kosárlabda-Európa-bajnokságon. (2007-ben a térdműtéte miatt, 2010 nyarán fáradtságra hivatkozva kihagyta a selejtezőket).
14 éves korában mutatkozott be a BSE felnőtt csapatában az NB I-ben, 17 évesen, 2001. szeptemberében pedig a nemzetközi porondon a Ronchetti Kupában.
2002-ben az abban az évben a soproni csapat fiókcsapataként működő Zala Volán ZTE csapatához igazolt, majd 2003-tól 2005-ig a Sopron csapatának tagja volt, ahol az Euroligában is szerepet kapott. Közben a Benedek Elek Pedagógiai Főiskolai karon tanult szociálpedagógia szakon.
2005-ben a rivális MiZo Pécs együtteséhez igazolt, ahol 5 év alatt két bajnoki és 3 kupagyőzelmet szerzett, és a csapat vezéregyéniségévé nőtte ki magát többszöri sérülése és három térdműtéte ellenére is. 2010-ben az Euroliga All Star csapatába is beválasztották.
2010-ben a pécsi bizonytalan helyzet következtében kétéves szerződését felfüggesztve a Rátgéber László által irányított Fenerbahçe csapatához igazolt, ahonnan 2011. januárjában az UŠK Prága csapatába távozott, akikkek cseh bajnoki címet szerzett. A szezon végén átigazolt a friss Euroliga-győztes Perfumerías Avenida csapatához.
2014–15-ben egy évet újra Magyarországon, a CMB Cargo Uni Győr csapatánál játszott, majd újabb 2 évre Törökországba igazolt. 2017-ben vonult vissza, mely után a BEAC csapatánál vállalt edzői és szakvezetői munkát.